# Топінсоняшник
Топінсоняшник (Heliantus tuberosus × Heliantus annuus L.) — міжвидовий гібрид соняшника бульбистого з соняшником звичайним, що належить до родини айстрових. Енергетична, кормова, медоносна рослина, що має певні переваги перед материнською формою. Одна з найперспективніших культур щодо використання і переробки рослинної сировини.
Вперше таке схрещування було проведене в СРСР на Майкопській дослідній станції. Гібрид створений на початку 30-х років XX століття.

## Біологічний опис
Однорічна рослина з зимуючими бульбами, які щорічно проростають і формують до осені нові бульби.
Рослина зовні нагадує соняшник, проте відрізняється від нього більш тонкими стеблами, гарною олистеністю, дрібнішим листям, невеликими розмірами кошиків і дуже дрібним насінням.
Стебла жорстко опушені, переважно розгалужені, на удобрених ґрунтах сягають 350 см.
Листки коротко- і довгочерешкові, серцеподібні, широкояйцеподібні або конусоподібні, опушені, частіше великі.
В Лісостепу України та Поліссі зацвітає в другій половині вересня, але насіння не достигає. В окремі роки насіння достигає лише на Півдні України. Суцвіття — кошики з жовтими пелюстками 3-6 см в діаметрі.
Плід — конусоподібна, коричнева або темно-сіра сім'янка. Маса 1000 насінин — 7-10 г. Вегетаційний період рослин становить 170—120 діб і залежить від зони вирощування та умов вегетаційного періоду.
Коріння — стрижневе, потовщене у верхній частині, добре розвинене, з безліччю дрібних додаткових коренів. На підземних пагонах формуються бічні пагони — столони, які потовщуються, і перетворюються на бульби різної форми з різним забарвленням: сіро-білі, світло-кремові, жовтуваті, рожеві, червонуваті і фіолетові.
Топінсоняшник можна вирощувати в усіх регіонах України.

## Особливості
Культура є невибаглива до родючості ґрунтів і може рости на одному місці понад 10 років, а урожайність зеленої маси її становить 25-100 т/га, бульб — 25-50 т/га. Топінсоняшник кращий за топінамбур відносно урожайності зеленої маси, але за продуктивністю бульб дещо поступається останньому.
Рослина є вологолюбною, проте витримує короткочасні посухи. Підвищена вологість в ґрунті в осінній період затримує ріст і формування бульб та може спричинити їх загнивання. Не переносить кислих та перезволожених ґрунтів.
Є зимостійкішою, в порівнянні з топінамбуром.
Рослина добре відростає після скошування.

## Хімічний склад
На 1 кг зеленої маси в середньому припадає 0,20 кормових одиниць, 10 г перетравного протеїну і 26 мг каротину; на 1 кг бульб — 0,24 кормові одиниці, 15 г перетравного протеїну, 26 г складних вуглеводів. В бульбах міститься 16-18 % інуліну.

## Використання
Її можна використовувати як сировину для крохмало-патокової і цукрової індустрії, для виробництва цінних кормів, спирту, інуліну, фруктози та біопалива.

## Селекційні дослідження
Інтродукційні та селекційні дослідження з топінсоняшником протягом багаторічного періоду проводяться у Національному ботанічному саду ім. М. М. Гришка НАН України. Завдяки селекції та генній інженерії створено багато високопродуктивних форм та сорт Старт, який занесено до Реєстру сортів рослин України з 2000 року.